# 阿拉斯加洋流
阿拉斯加洋流是一股沿著美國阿拉斯加州海岸往北的太平洋溫暖暖流，由北太平洋洋流因為北美洲海岸線的關係而被分出來。阿拉斯加洋流是一種表面流，是西風漂流的一股，在阿拉斯加灣內逆時針運行的環流。阿拉斯加洋流與一般的亞極地不太相同，它的水溫為4 °C（39.2 °F）而鹽度為千份之32.6。阿拉斯加為暖流。